# Уйс, Джэми
Джэми Уйс (или Джейми Юйс — англ. Jamie Uys; 30 мая 1921, Боксбург — 29 января 1996, Йоханнесбург) — южноафриканский кинорежиссёр.
Наиболее известен по фильму «Наверное, боги сошли с ума».

## Биография
Работал учителем математики в родном Боксбурге. Женился на Хетти, тоже учителе математики и коллеге. Пара занималась фермерством и открыла торговое сообщение вдоль реки Лепхалала. Позже он был назначен местным судьёй.
Джэми Уйс — режиссёр 24 фильмов. Дебютировал фильмом Daar doer in die bosveld на бурском языке.
Сам сыграл заглавные роли во многих своих фильмах. Его типичное амплуа — простак, который оказывается «не к месту и не ко времени», но благодаря безграничному оптимизму и бесконфликтности выходит из самых затруднительных ситуаций. К примеру, в фильме «Рип ван Вейк» (фантазия на тему рассказа «Рип ван Винкль» В. Ирвинга) его герой из времён Бурской республики попадает в ЮАР 1950-х годов, где удивляется многочисленным техническим новинкам и не всегда ведёт себя сообразно тамошнему порядку, но в конце концов возвращается в прошлое к своей возлюбленной. В фильме «Жители Бушвельда» его герой управляет раздолбанной машиной, которую надо постоянно подпирать камнем (этот сюжет будет потом использован в его же более успешной комедии «Наверное, боги сошли с ума», где главную роль сыграл другой актёр).
Самые известные в России фильмы Уэйса — комедии «Наверное, боги сошли с ума» и «Наверное, боги сошли с ума 2» с Нкъхау в главной роли.
Умер от сердечного приступа в 1996 году в возрасте 74 лет.

## Избранная фильмография
- Там в Бушвельде (Daar Doer in Die Bosveld) (1951)
- 50-50 (1953)
- Там, в городе (Daar Doer in die Stad) (1954)
- Главное — деньги (Geld Soos Bossies)
- Пауль Крюгер (Paul Krüger) (1956)
- Люди из Бушвельда (Die Bosvelder) (1958)
- Рип ван Вейк (Rip van Wyk) (1960)
- Блестящей стороной вверх (Hou die Blink Kant Bo) (1960)
- Ганс и Красношеий (Hans en die Rooinek) (1961)
- Озорники (The Hellions) (1961)
- Лорд Дядюшка Пит (Lord Oom Piet) (1962)
- Удивительный мир Камми Камфера (1965)
- Все дороги ведут в Париж (All the Way to Paris) (1966)
- Дингака (Dingaka) (1965)
- После тебя, товарищ! (After You, Comrade) (1967)
- Профессор и королева красоты (The Professor and the Beauty Queen) (1967)
- Затерянный в пустыне (Lost in the Desert) (в версии африкаанс — «Кортик» («Dirkie»): 1969; в англоязычной версии «Кортик, затерянный в пустыне» / «Затерянный в пустыне»: 1969)
- Животные — красивые люди (Animals Are Beautiful People) (1974)
- Смешные люди (Funny People) (1976)
- Наверное, боги сошли с ума (The Gods Must Be Crazy) (1980)
- Смешные люди — 2 (Funny People II) (1983)
- Наверное, боги сошли с ума 2 (The Gods Must Be Crazy II) (1989)